# Howard Potter
Howard Potter es un savant que vive en el Reino Unido-Bournemouth que atrajo la atención cuando era un niño porque tiene la capacidad calcular el número exacto de guisantes en el plato con sólo un vistazo, sigue siendo dependiente de la ayuda de su madre en la vida diaria y ha sido por más de 40 años. Howard calcula raíces cuadradas como otros cuentan con los dedos de las manos, le encanta los números primos y aún hay más: el depósito sin fin de resultados de fútbol que ha memorizado. "Howard no entiende la emoción de marcar un gol, dice su madre, él sólo está interesado en los números".